# Gympl s (r)učením omezeným
Gympl s (r)učením omezeným (také známý jako Gympl) je český seriál z prostředí
maloměstského gymnázia, který se vysílal od 2. září 2012 do 11. prosince 2013 na TV Nova. Seriál byl představen úvodním pilotním filmem, který se vysílal 2. září 2012, následující den proběhla premiéra prvního dílu. Dne 25. února 2013 uvedla TV Nova druhou řadu, třetí řada následovala od 26. srpna 2013.
Dne 21. října 2013 oznámila TV Nova, že třetí řada je poslední. Nova také potvrdila, že s Gymplem nepočítala jako s nekonečným seriálem a jedním z důvodů ukončení je také klesající sledovanost. Finálový díl byl odvysílán 11. prosince 2013. Později bylo také zveřejněno, že se Nova nebrání později v seriálu pokračovat.
Ačkoli je známý také zkráceně jako Gympl, nemá přímou souvislost s českým filmem Gympl z roku 2007.

## O seriálu
Gymnázium Jana Amose Komenského v Hradci prohrává svůj boj se špatnou pověstí. Vše došlo tak daleko, že má před sebou pochybná střední škola poslední rok své existence. Situace se zdá být neřešitelnou. Muselo by se totiž stát „něco“ natolik zásadního, aby bylo blížící se zrušení odvráceno. Cesta k takovému cíli je ale trnitá a naděje na zázrak se den za dnem snižuje. Ředitel školy se rezignovaně oddává alkoholu, učitelský sbor je rozdělen na několik táborů a více než o výuku se zabývá konflikty uvnitř. Klíčovým okamžikem skomírající střední školy je den, kdy přichází na gymnázium mladý učitel Adam Kábrt. Vypadá to, že bude učitelský sbor „bohatší“ o outsidera, kterého provází pověst stejně záporná jako pověst zdejší školy. Svérázné vyučovací metody, despekt k autoritám a někdy až příliš drsný přístup ke kolegům i studentům jeho špatnému jménu příliš nepřidají. Kdy přijde Adam o zbytek iluzí, je, zdá se, jen otázkou času.

## Obsazení

### Hlavní postavy
| Ondřej Brzobohatý | Adam Kábrt                   |
| Libuše Šafránková | Eliška Holoubková (1. řada)  |
| Jan Šťastný       | Ctirad Volejník (2.,3. řada) |
| Karel Heřmánek    | Vladimír Matula              |
| Zuzana Bydžovská  | Milada Smutná                |
| Václav Kopta      | Miroslav „Kulich“ Kuliš      |
| Milan Šteindler   | Marcel Lichtenberg           |
| Lucie Benešová    | Eva Lenerová                 |

### Ostatní postavy

#### Postavy účinkující od první řady:
| Kristýna Leichtová   | Denisa Hájková            |
| Jáchym Kraus         | Patrik Hájek              |
| Petr Batěk           | Cyril Merta               |
| Daniela Šinkorová    | Marie „Majka“ Šmídová     |
| Kamil Halbich        | Milan Šmíd                |
| Jan Maršál           | Karel Šmíd                |
| Fabián Povýšil       | Jakub Šmíd                |
| Marta Jandová        | Jana „Džajna“ Pelnerová   |
| Václav Vydra         | Jan Pařízek               |
| Sara Sandeva         | Nikol Matulová            |
| Martin Preiss        | Hynek Matula              |
| Josef Polášek        | Ing. Tomáš Lener          |
| Jakub Grafnetr       | Petr Lener                |
| Tereza Nvotová       | Bela Kaplanová            |
| Michaela Dittrichová | Dominika                  |
| Michael Horn         | Lukáš „Anio“ Nydrle       |
| Aleš Čermák          | Aleš „Kiro“ Kadlec        |
| Karel Heřmánek ml.   | Mathias Holeček           |
| Vendula Hlásková     | Julie Smutná              |
| Vojtěch Machuta      | Jan Smutný                |
| Natálie Halouzková   | Lada Smutná               |
| Jiří Kalužný         | Václav Smutný             |
| Libuše Švormová      | Dagmar Holoubková         |
| Jana Altmanová       | Miluše                    |
| Ludmila Molínová     | Olina                     |
| Lilian Malkina       | Máša                      |
| Marcel Kottek        | Filip                     |
| Hana Tomášová        | Berenika „Barbie“ Danková |
| Berenika Suchánková  | Alena                     |
| Miroslav Hrabě       | Pavel Hlavatý             |
| Petr Štěpánek        | René Jandourek            |
| Valerie Zawadská     | inspektorka               |
| René Přibil          | inspektor Čermák          |
| Stanislav Zindulka   | Ing. Stanislav Bubeníček  |
| Jiří Zapletal        | pan Ježdík                |

#### Postavy účinkující od druhé řady:
| Dana Batulková             | Irena Nerudová        |
| Jan Révai                  | Aleš „Bachař“ Nezval  |
| Monika Absolonová          | Michaela Volejníková  |
| Kamila Sedlárová           | Olga Koberová         |
| Eva Burešová               | Renata Koberová       |
| Josef Kubáník              | MUDr. Lukáš Vaněček   |
| Eva Novotná                | JUDr. Lucie Vaněčková |
| Ondřej Rychlý              | Lukáš Vaněček         |
| Anastasia Chocholatá       | Leona Vaněčková       |
| David Gránský              | Daniel „Dany“ Ježdík  |
| Jordan Haj                 | Pavel „Pól“ Zach      |
| Ivana Korolová             | Tereza                |
| Milan Slepička/Jan Hraběta | Jan Amos Komenský     |

## Přehled dílů
| Řada         | Díly         | Premiéra       | Premiéra          |
| Řada         | Díly         | První díl      | Poslední díl      |
| ------------ | ------------ | -------------- | ----------------- |
| Pilotní film | Pilotní film | 2. září 2012   | 2. září 2012      |
| 1            | 32           | 3. září 2012   | 19. prosince 2012 |
| 2            | 32           | 25. února 2013 | 19. června 2013   |
| 3            | 32           | 26. srpna 2013 | 11. prosince 2013 |

## Výroba
Podle informací TV Nova se jeden díl seriálu natáčel tři dny v ateliérech a jeden den v exteriérech. Na celém seriálu pracovalo přes 80 členů štábů, včetně kameramanů a techniků. V seriálu si zahrálo přes 74 herců. Seriál se natáčel v ateliérech, kde byly vytvořeny všechny potřebné kulisy jako jsou: třídy, sborovny, chodby, ředitelny, dámské i pánské záchody, haly. Součástí ateliérů byl i kinosál (který byl po seriálovém výbuchu ve třetí řadě přestavěn na jídelnu), bar a byty hlavních hrdinů. Dekorace stály na ploše o 1 600 metrech čtverečních. Záběry venku byly většinou točeny v Pardubicích a záběry školy na Praze 4 v Podolí. Při natáčení měl štáb k dispozici 600 kusů kostýmů vyrobených pro potřeby natáčení, včetně speciálních kostýmů jako je například kostým Sněhurky či Freddie Mercuryho. Protože byl seriál natáčen v prostředí soudobého gymnázia, byli herci oblékaní velmi trendově. Součástí seriálu byla i řada akčních scén, při kterých herci využívali kaskadéry, například při rvačkách, roztržkách nebo přepadení.
Dne 21. října 2013 byl seriál ukončen.

## Sledovanost
Pilotní film seriálu Gympl s (r)učením omezeným s názvem „A to je teprve začátek!“ měl premiéru v neděli 2. září 2012 na TV Nova. Celkově ho sledovalo 1,5 milionů diváků.
Finále první řady, co se sledovanosti týče, dopadlo také dobře. Celkově ho sledovalo 1,332 milionu lidí. „V průběhu první série Gympl vidělo celkem 6,749 milionu diváků 4+ (reach za minimálně tři minuty kontinuálního sledování). Z hlediska cílových skupin Gympl nejvíce zaujal mladé diváky, průměrně jej sledovalo 40,79 procenta diváků 4–14 let a 40,64 procenta diváků ve věku 15–24 let. Gympl je tak suverénně nejúspěšnější podzimní novinkou napříč všemi televizními stanicemi. Druhého nejlepšího výsledku dosáhla včerejší závěrečná epizoda, která dosáhla 39,54 procentního podílu na sledovanosti v CS 15–54 a celkově ji sledovalo 1,426 milionu diváků 4+. Na další pokračování příběhů svých oblíbených hrdinů se mohou diváci TV Nova těšit v jarní sezóně 2013,“ uvedla Marie Fianová z tiskového oddělení Novy.
Od druhé řady začala sledovanost pomalu klesat, ale stále se držela na dobrých hodnotách k tomu, aby ho televize prodloužila. Při třetí řadě se sledovanost pohybovala mezi 800 tisíc až 900 tisících diváků, a tak se ho televize Nova rozhodla v nejlepším ukončit, jako důvody uvedla klesající sledovanost, a také to, že jej natáčí již od začátku jako uzavřený nikoliv nekonečný.
| Řada | Timeslot                     | Počet dílů | První díl      | První díl                      | Poslední díl      | Poslední díl                   | Průměrná sledovanost (v milionech; 15+) |
| Řada | Timeslot                     | Počet dílů | Datum          | Sledovanost (v milionech; 15+) | Datum             | Sledovanost (v milionech; 15+) | Průměrná sledovanost (v milionech; 15+) |
| ---- | ---------------------------- | ---------- | -------------- | ------------------------------ | ----------------- | ------------------------------ | --------------------------------------- |
| 1    | Pondělí, 20:20 Středa, 20:20 | 32         | 3. září 2012   | 1,240                          | 19. prosince 2012 | 1,332                          | 1.015                                   |
| 2    | Pondělí, 20:20 Středa, 20:20 | 32         | 25. února 2013 | 0,960                          | 19. června 2013   | 0,982                          | 0.914                                   |
| 3    | Pondělí, 20:20 Středa, 20:20 | 32         | 26. srpna 2013 | 0,897                          | 11. prosince 2013 | 1,012                          | 0.894                                   |